# Anchocoema nigroornata
Anchocoema nigroornata är en insektsart som beskrevs av Piza Jr. 1960. Anchocoema nigroornata ingår i släktet Anchocoema och familjen Proscopiidae. Inga underarter finns listade i Catalogue of Life.